# Jay Edwards
Jay Charles Edwards (nacido el 3 de junio de 1969 en Marion, Indiana) es un exjugador de baloncesto estadounidense que jugó una temporada en la NBA, además de jugar en la CBA, ACB y la liga israelí. Con 1,93 metros de estatura, lo hacía en la posición de escolta.

## Trayectoria deportiva

### Universidad
Jugó durante dos temporadas con los Hoosiers de la Universidad de Indiana, en las que promedió 18,2 puntos, 3,5 asistencias y 3,5 rebotes por partido. En su primera temporada fue elegido novato del año de la Big Ten Conference tras promediar 15,6 puntos y 3,2 asistencias, pero se vio apartado del equipo por problemas disciplinarios, y por no superar un test de drogas al finalizar la temporada. A pesar de haber sido el líder de la conferencia en tiros de 3 y de tiros libres, su entrenador Bobby Knight lo apartó del equipo.
Al año siguiente, tras pasar 10 días en un programa de rehabilitación, fue readmitido en el equipo, cinvirtiéndose en el jugador más destacado del equipo y de la conferencia, tras promediar 20,0 puntos y 4,3 rebotes y ser incluido en el mejor quinteto de la Big Ten y elegido por la prensa como mejor jugador del año. Al término de la temporada, anunció su intención de abandonar la universidad y declararse elegible para el Draft de la NBA, ya que según eél, recibió amenazas de verse envuelto nuevamente en asuntos de drogas.
Pero sus problemas con la justicia no terminaron ahí. Pocos días después fue acusado de abofetear y dar un puñetazo a una mujer de 20 años,

### Profesional
Fue elegido en la trigésimo tercera posición del Draft de la NBA de 1989 por Los Angeles Clippers, equipo con el que firmó contrato a finales del mes de septiembre. Pero una tendinitis en la rodilla le hizo perderse los primeros 43 partidos de la temporada regular, regresando en el mes de enero, jugando solo 4 partidos, en los que promedió 1,8 puntos y 1,0 rebotes, antes de recaer de nuevo de su lesión y verse obligado a pasar por el quirófano, mientras a la vez era suspendido por la NBA por fallar en un test antidrogas.
Los Clippers tuvieron paciencia con el jugador, manteniéndolo en el equipo a pesar de su suspensión, una decisión que tomó el mánager general, Elgin Baylor, apelando a su juventud (el segundo jugador más joven en ese momento de la liga). Pero finalmente, a punto de finalizar la temporada 1990-91, y sin haber disputado ningún partido más, fue despedido.
Jugó las siguientes 7 temporadas en diversos equipos de la CBA, a excepción de 3 partidos que disputó con el Argal Huesca de la liga ACB, en los que promedió 15 puntos y 2 rebotes. Acabó su carrera jugando tres temporadas en el Elitzur Ashkelon de la liga israelí, y posteriormente una más en el Gimnasia de Comodoro de la liga argentina.

## Estadísticas de su carrera en la NBA

### Temporada regular
| Temporada | Edad | Equipo               | Liga | P | TIT | MIN | TC  | TCA | %TC  | 3P  | 3PA | %3P  | TL  | TLA | %TL  | R.OF. | R.DEF. | REB | ASIS | ROB | TAP | PER | FP  | PTS |
| 1989-90   | 21   | Los Angeles Clippers | NBA  | 4 | 0   | 6.5 | 0.8 | 1.8 | .429 | 0.0 | 0.5 | .000 | 0.3 | 0.8 | .333 | 0.3   | 0.3    | 0.5 | 1.0  | 0.3 | 0.0 | 0.3 | 1.0 | 1.8 |
| Total     |      |                      | NBA  | 4 | 0   | 6.5 | 0.8 | 1.8 | .429 | 0.0 | 0.5 | .000 | 0.3 | 0.8 | .333 | 0.3   | 0.3    | 0.5 | 1.0  | 0.3 | 0.0 | 0.3 | 1.0 | 1.8 |